# Lalande-en-Son
Lalande-en-Son is een gemeente in het Franse departement Oise (regio Hauts-de-France) en telt 671 inwoners (2004). De plaats maakt deel uit van het arrondissement Beauvais.

## Geografie
De oppervlakte van Lalande-en-Son bedraagt 6,0 km², de bevolkingsdichtheid is 111,8 inwoners per km².
De onderstaande kaart toont de ligging van Lalande-en-Son met de belangrijkste infrastructuur en aangrenzende gemeenten.

## Demografie
Onderstaande figuur toont het verloop van het inwonertal (bron: INSEE-tellingen).